# 皇家舞蹈学院
皇家舞蹈学院（Royal Academy of Dance；RAD）是一家英国芭蕾考试委员会、教育机构，从事舞蹈教育和培训，重点教授古典芭蕾舞。1920年， 它作为歌剧舞蹈教师协会（Teachers of Operatic Dancing）在伦敦成立，1935年获得皇家宪章。
它是世界上最大的舞蹈组织之一，在 79个国家或地区拥有超过14,000名成会员，其中约7,500名持有注册教师身份。